# Райан Лука
Райан Лука Кордейро де Соуза (порт. Ryan Luka Cordeiro de Souza; родился 30 апреля 2003, Ален-Параиба) — бразильский футболист, нападающий клуба «Фламенго».

## Биография
Райан Лука — уроженец бразильского муниципалитета Ален-Параиба, который входит в штат Минас-Жерайс. Воспитанник команды «Фламенго», присоединился к академии в 12 лет. С сезона 2021 года — игрок основной команды. 13 июня 2021 года дебютировал в Серии А в поединке против «Америка Минейро», выйдя на замену на 85-й минуте вместо Родриго Муниза.

## Статистика выступлений
| Клуб             | Сезон            | Лига    | Лига  | Лига | Лига штата | Лига штата | Кубок | Кубок | Междунар. | Междунар. | Всего | Всего |
| Клуб             | Сезон            | Лига    | Матчи | Голы | Матчи      | Голы       | Матчи | Голы  | Матчи     | Голы      | Матчи | Голы  |
| ---------------- | ---------------- | ------- | ----- | ---- | ---------- | ---------- | ----- | ----- | --------- | --------- | ----- | ----- |
| Фламенго         | 2021             | Серия А | 1     | 0    | 0          | 0          | 1     | 0     | 0         | 0         | 2     | 0     |
| Всего за карьеру | Всего за карьеру | 1       | 0     | 0    | 0          | 0          | 0     | 0     | 0         | 0         | 1     | 0     |